# Prêmio Ferran Sunyer i Balaguer
O Prêmio Ferran Sunyer i Balaguer é um prêmio em matemática, denominado em memória do matemático espanhol Ferran Sunyer i Balaguer. É concedido anualmente pela Fundació Ferran Sunyer i Balaguer em Barcelona por um livro sobre uma área atual da matemática, para a qual o recipiente contribuiu de forma significativa. O livro objeto do prêmio é publicado na série Progress in Mathematics da Birkhäuser Verlag. O prêmio é dotado com 15 000 euros (situação em 2013).

## Recipientes
- 1993 Alexander Lubotzky Discrete Groups, Expanding Graphs and Invariant Measures
- 1994 Klaus Schmidt Dynamical Systems of Algebraic Origin
- 1995 não concedido
- 1996 V. Kumar Murty, Ram Murty Non-Vanishing L-Functions and Applications
- 1997 Albrecht Böttcher, Yuri I. Karlovich Carleson Curves, Munchenhoupt Weights and Toeplitz Operators
- 1998 Juan Morales Ruiz Differential Galois Theory and Non-Integrability of Hamiltonian Systems
- 1999 Patrick Dehornoy Braids and Self-Distributivity
- 2000 Juan-Pablo Ortega, Tudor Ratiu Hamiltonian Singular Reduction
- 2001 Martin Golubitsky, Ian Stewart The Symmetry Perspective
- 2002 André Unterberger Automorphic Pseudodifferential Analysis and Higher-level Weyl Calculi e Alexander Lubotzky, Dan Segal Subgroup Growth
- 2003 Fuensanta Andreu-Vaillo, José M. Mazón, Vicent Casellas Parabolic Quasilinear Equations Minimizing Linear Growth Functionals
- 2004 Guy David Singular sets of minimizers for the Mumford-Shah functional
- 2005 Antonio Ambrosetti, Andrea Malchiodi Perturbation Methods and Semilinear Elliptic Problems on {\displaystyle R_{n}} e José Seade On the topology of isolates singularities in analytic spaces
- 2006 Xiaonan Ma, Georges Marinescu Holomorphic Morse inequalities and Bergman kernels
- 2007 Rosa Maria Miró Roig Lectures on Determinantal Ideals
- 2008 Luis Barreira Dimension and Recurrence in Hyperbolic Dynamics
- 2009 Timothy Browning Quantitative Arithmetic of Projective Varieties
- 2010 Carlo Mantegazza Lecture Notes on Mean Curvature Flow
- 2011 Jayce Getz, Mark Goresky Hilbert Modular Forms with Coefficients in Intersection Homology and Quadratic Base Change
- 2012 Angel Cano, Juan Pablo Navarrete, José Seade Complex Kleinian Groups
- 2013 Xavier Tolsa Analytic capacity, the Cauchy Transform, and non-homogeneous Calderón-Zygmund theory
- 2014 Véronique Fischer, Michael Ruzhansky Quantization on Nilpotent Lie Groups
- 2015 Não concedido
- 2016 Vladimir Turaev, Alexis Virelizier Monoidal Categories and Topological Field Theory
- 2017 Antoine Chambert-Loir, Johannes Nicaise, Julien Sebag Motivic Integration
- 2018 Michael Ruzhansky, Durvudkhan Suragan Hardy inequalities on homogeneous groups